# Gare de Domblans – Voiteur
Gare de Domblans - Voiteur – przystanek kolejowy w Domblans, w departamencie Jura, w regionie Burgundia-Franche-Comté, we Francji.
Jest przystanekim kolejowym Société nationale des chemins de fer français (SNCF), obsługiwanym przez pociągi TER Franche-Comté.

## Położenie
Znajduje się wysokości 254 m n.p.m., na km 428,500 linii Mouchard – Bourg-en-Bresse. 

## Usługi
Jest obsługiwana przez pociągi TER Franche-Comté na trasie Besançon - Lyon.